# Praon yakimanum
Praon yakimanum är en stekelart som beskrevs av Pike och Jaroslav Stary 1995. Praon yakimanum ingår i släktet Praon och familjen bracksteklar. Inga underarter finns listade i Catalogue of Life.